# Distretto di U Thong
Il distretto di U Thong (in thailandese: อู่ทอง) è un distretto (amphoe) della Thailandia, situato nella provincia di Suphanburi.